# Borut Mačkovšek
Borut Mačkovšek (ur. 11 września 1992 w Koprze) – słoweński piłkarz ręczny, lewy rozgrywający, od 2020 zawodnik Pick Szeged.
W 2010 uczestniczył w mistrzostwach Europy U-18 w Czarnogórze. W 2012 wraz z reprezentacją młodzieżową zdobył brązowy medal mistrzostw Europy U-20 w Turcji, podczas których rzucił 45 bramek i zajął 5. miejsce w klasyfikacji najlepszych strzelców turnieju. Dwukrotnie wystąpił również w mistrzostwach świata U-21: w 2011 w Grecji i w 2013 w Bośni i Hercegowinie (zdobył w nich 29 bramek).
W 2011 zadebiutował w reprezentacji seniorów. W 2012 uczestniczył w mistrzostwach Europy w Serbii, natomiast w 2016 w ME w Polsce. W 2013 wystąpił w mistrzostwach świata w Hiszpanii, podczas których rzucił 23 bramki. W 2017 zdobył brązowy medal mistrzostw świata – w turnieju, który odbył się we Francji, rzucił 24 gole.

## Sukcesy
Reprezentacja
- 3. miejsce w mistrzostwach Europy U-20: 2012
- 3. miejsce w mistrzostwach świata: 2017

Indywidualne
- 5. miejsce w klasyfikacji najlepszych strzelców mistrzostw Europy U-20 w Turcji w 2012 (zdobył 45 bramek)[5]